# Wolfgang Hildesheimer
Wolfgang Hildesheimer, född 9 december 1916 i Hamburg, död 21 augusti 1991 i Poschiavo, var en tysk författare, dramatiker och översättare. 
Hildesheimer föddes av judiska föräldrar i Hamburg. Efter att ha studerat till snickare i Brittiska Palestinamandatet, dit hans föräldrar hade emigrerat, studerade han måleri och scenbygge i London. Under andra världskriget var han brittisk informationsofficer i Palestina. 1946-1949 var han simultantolk vid Nürnbergrättegången, därefter redaktör för domstolsprotokollen. Han var medlem av Gruppe 47. Han har även varit bosatt i Italien och Schweiz. Utöver skrivandet har Hildesheimer gjort collage.